# Perdere la trebisonda
Perdere la trebisonda è un'espressione della lingua italiana con cui si intende indicare il perdere il controllo, l'essere confusi e disorientati.
All'origine vi sarebbe il fatto che la città di Trebisonda (dal Greco Tραπεζοῦς (Trapezous), oggi Trabzon), affacciata sul Mar Nero, nell'antichità fu una sorta di faro per tutti i naviganti che viaggiavano sulla rotta tra Europa e Medio Oriente. 
Nell'antichità, prima gli elleni e i romani, poi i genovesi, commerciavano con i Colchidi (in seguito chiamati Lazica); a quel tempo Trebisonda era un porto molto importante per sostare e trovare la strada per i Colchidi. Perdere Trebisonda avrebbe significato perdere la Colchide.